# Nödvändiga och tillräckliga villkor
Nödvändigt villkor och tillräckligt villkor är uttryck, som allmänt används vid omskrivning av så kallade "om, så-satser", inom ett flertal vetenskapliga områden, särskilt inom matematik och logik.
Satsen "Om en svan är vit, så är den vacker", kan formaliseras till följande ekvivalenta omskrivningar:
- Det är ett tillräckligt villkor att en svan är vit för att den skall vara vacker.
- Endast om en svan är vacker, så är den vit.
- Det är ett nödvändigt villkor att en svan är vacker för att den skall vara vit.

Satsen "Om N = 2n - 1 är ett primtal så är n ett primtal", är ekvivalent med:
- Det är ett tillräckligt villkor att N är ett primtal för att n skall vara ett primtal.
- Endast om n är ett primtal så är N ett primtal.
- Det är ett nödvändigt villkor att n är ett primtal för att N skall vara ett primtal.

Satsen: Om och endast om det udda primtalet p = 4n + 1, så kan det skrivas som summan av två heltalskvadrater, är ekvivalent med:
- Det är ett tillräckligt och nödvändigt villkor att det udda primtalet p = 4n + 1, för att det skall kunna skrivas som summan av två heltalskvadrater.